# Stylogaster crosskeyi
Stylogaster crosskeyi är en tvåvingeart som beskrevs av Smith 1966. Stylogaster crosskeyi ingår i släktet Stylogaster och familjen stekelflugor. Inga underarter finns listade i Catalogue of Life.